# خوسيه كاراسكو
خوسيه كاراسكو (بالإسبانية: José Manuel Carrasco Correa)‏ هو لاعب كرة قدم إسباني، ولد في 27 يناير 1988 في أنتقيرة في إسبانيا. لعب مع ريال مورسيا.

## وصلات خارجية
- خوسيه كاراسكو على موقع قاعدة بيانات كرة القدم.إي يو (الإنجليزية)
- خوسيه كاراسكو على موقع Soccerway.com (الإنجليزية)
- خوسيه كاراسكو على موقع AS.com (الإسبانية)